# NGC 5545
NGC 5545 é uma galáxia espiral (Sbc) localizada na direcção da constelação de Boötes. Possui uma declinação de +36° 34' 29" e uma ascensão recta de 14 horas, 17 minutos e 04,8 segundos.
A galáxia NGC 5545 foi descoberta em 10 de Abril de 1852 por William Parsons.